# Арет
Арет (фр. Arette) насеље је и општина у југозападној Француској у региону Аквитанија, у департману Атлантски Пиринеји која припада префектури Олорон Сен Мари.
По подацима из 2011. године у општини је живело 1091 становника, а густина насељености је износила 11,83 становника/km². Општина се простире на површини од 92,23 km². Налази се на средњој надморској висини од 418 метара (максималној 2.315 m, а минималној 292 m).

## Демографија
| 1962. | 1968. | 1975. | 1982. | 1990. | 1999. | 2011. |
| ----- | ----- | ----- | ----- | ----- | ----- | ----- |
| 1.189 | 1.055 | 1.166 | 1.117 | 1.137 | 1.094 | 1.091 |

График промене броја становника у току последњих година